# Музыка Гибралтара
Музыка Гибралтара испытывает влияние многих музыкальных течений. Первостепенное влияние оказывает испанская музыкальная культура, следующей по влиянию является английская музыка.
Среди известных музыкантов Гибралтара — Чарльз Рамирес, первый гитарист, приглашённый выступить с оркестром Королевского колледжа музыки, и популярные рок-группы Breed 77, Melon Diesel и Taxi.
Самым известным гиблартарским музыкантом считается Альберт Хаммонд, которому принадлежат несколько входящих в первую десятку хитов Великобритании и США. Также он известен как автор песен для многих исполнителей, включая Уитни Хьюстон и Хулио Иглесиас.
Концерты мировых звёзд музыки в Гибралтаре сопровождаются выступлениями на разогреве местных исполнителей. Например, в концерте Сизанны Вега приняла участие Сурианна, в концерте Стива Хогарта — Сара Говард, в концертах Али Кэмпбелла и Джесси Джей — группа Jetstream, в концерте Marillion — группа SuperWookie.

## Гибралтарские группы
Относительную международную известность имеют группы:
- Breed 77 — группа, играющая в стиле фламенко-метал;
- Taxi — поп-рок-группа, созданная тремя бывшими участниками группы Melon Diesel;
- Adrian Pisarello & the EC band — группа, играющая акустический румба-рок с элементами фламенко и джаза;
- Jetstream — рок/поп-группа, ставшая известной после выступления на разогреве у Али Кэмпбелла.

## В культуре
Гибралтар неоднократно сам упоминался в музыкальных произведениях:
- в песне Love is Here to Stay из музыкального фильма 1951 года «Американец в Париже»;
- в песне «The Rock of Gibraltar» 1952 года, написанной Фрэнки Лэйном;
- в композиции The Beatles 1969 года The Ballad of John and Yoko;
- в композиции «Gibraltar (Copy Thy Neighbour)» из альбома 1986 года Holidays in Europe (The Naughty Nought) исландской постпанк-группы Kukl;
- в песне «Rock Of Gibraltar» из альбома 2003 года Nocturama группы Nick Cave and the Bad Seeds;
- в песнях франко-испанского певца Ману Чао в альбомах Clandestino (1998) и Próxima Estación: Esperanza (2000);
- в заглавном треке альбома 2006 года «Gibraltar» франко-конголезского рэпера Абд аль-Малика.